# Brennerská železnice
Brennerská železnice (německy Brennerbahn, italsky Ferrovia del Brennero) je železniční trať vedoucí z Innsbrucku do Verony přes Brennerský průsmyk. Trať spojuje rakouské a italské železnice a má délku 276,616 km.

## Historie
Zájmy Rakouska-Uherska v této oblasti vedly v polovině 19. století k výstavbě železniční tratě, která měla spojit Rakousko s Benátkami. Rychlé dopravní spojení mělo velký strategický význam, a to jak vojenský, tak hospodářský. Pod vedením inženýra Karla von Etzela byla stavba zahájena na italské straně z Verony do Bolzana a dokončena byla již v roce 1859. První výkop byl proveden 23. února 1864 v tunelu Bergiseltunnel. Za zaměření a stavbu byl zodpovědný Achilles Thommen. Po Etzelově smrti v roce 1865 dohlížel na dokončení železnice společně s Wilhelmem Presselem. Poprvé při stavbě železnic byly použity spirálové tunely. Na stavbě, která byla dokončena za pouhé tři a půl roku, pracovalo až 20 600 dělníků, převážně z oblasti Welschtirol a Itálie, ale i ze Slovinska a Chorvatska.
Italská válka za nezávislost stavbu trati zpomalila, ale 24. srpna 1867 bylo spojení dokončeno. S posunem hranic v roce 1861 přešla část trati pod italskou správu.
Dne 8. května 1867 projela tunelem Bergisel první lokomotiva, 12. července byl dokončen Kardaunerův most, poslední velká stavba, a 25. července projel celou tratí z Innsbrucku do Bolzana zkušební vlak. Dne 17. srpna byla trať otevřena pro nákladní dopravu a 24. srpna pro osobní dopravu. Vzhledem k dvornímu smutku za zastřeleného mexického císaře Maxmiliána proběhlo otevření bez jakýchkoli slavností.

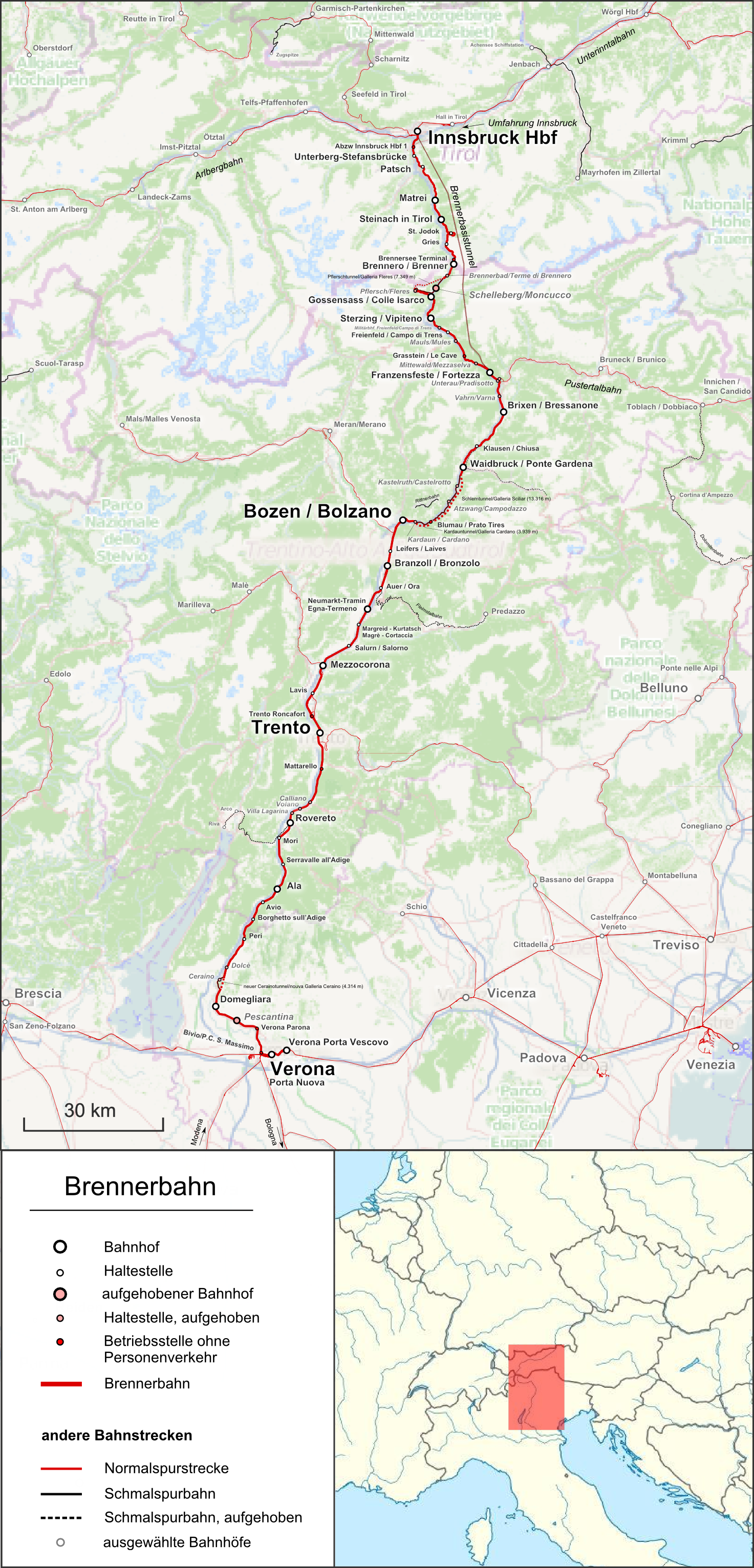
Mapa tratě

Celá trať byla stavěna pro dvoukolejný provoz, ale vzhledem vysokým nákladům byla položena pouze jedna kolej. Brzy se začalo se zdvoukolejňováním a na jaře 1868 byla trať z Innsbrucku do Brenneru dvoukolejná; plně dvoukolejná byla až v roce 1908.
V roce 1866 připadl původně rakouský region Benátsko Itálii a Ala se tak stala pohraniční stanicí. Po dokončení Pustertalské dráhy v roce 1871 a Bolzansko–meranské dráhy v roce 1880 se stanice Franzensfeste a Bolzano staly přestupními stanicemi.
V roce 1899 se plánovalo propojení Stubaitalu s odbočkou. Ta měla odbočovat u mostu Stephansbrücke, vést přes Telfs do Fulpmesu a přes Mieders a Schönberg a u Matrei se znovu napojit na Brennerskou dráhu. Místo toho byl Stubaital spojen s Innsbruckem úzkorozchodnou Stubaitalskou dráhou s metrovým rozchodem, postavenou v letech 1901–1904, a Brennerská dráha zůstala na dnešním rakouském území bez vedlejších tratí. První světová válka přinesla rozdělení historického Tyrolska. Trentino a Jižní Tyrolsko byly připojeny k Itálii, čímž se stanice Brenner stala pohraniční stanicí. Dne 1. srpna 1919 převzala společnost Ferrovie dello Stato úsek jižně od Brenneru, který byl do té doby stále v soukromé správě společnosti Südbahngesellschaft. V roce 1923 převzaly úsek severně od Brenneru Rakouské spolkové dráhy (v té době BBÖ). Obě železniční společnosti v letech 1928 a 1929 Brennerskou dráhu z velké části elektrizovaly pomocí různých systémů trakčního proudu. Rakušané používali pro úsek Innsbruck–Brennersee jednofázový střídavý proud (15 kV, 16⅔ Hz), Italové pro úsek Bolzano–Brenner třífázový proud (3,6 kV při rovněž 16⅔ Hz). Teprve v roce 1934 mohly BBÖ uzavřít mezeru v trakčním vedení mezi stanicemi Brennersee a Brenner na italském území, čímž byla dokončena úplná elektrizace.
Za první rakouské republiky patřila část trati nacházející se v Rakousku do působnosti Spolkového ředitelství železnic v Innsbrucku. Po anexi Rakouska v roce 1938 se toto ředitelství krátce nazývalo Reichsbahndirektion Innsbruck, než bylo již 15. července 1938 zrušeno. Trať přešla pod správu Reichsbahndirektion München. Po roce 1945, kdy byla obnovena ÖBB, byla obnovena struktura ředitelství z doby před rokem 1938, včetně Bundesbahndirektion Innsbruck.
V roce 1941 italské státní dráhy převedly trať mezi Veronou a Trentem na stejnosměrné napětí 3 kV, v roce 1952 následoval úsek z Trenta do Bolzana a v roce 1965 úsek z Bolzana do Brennerského průsmyku. Mezi lety 1944 (zrušení vojenské zastávky ve Franzensfeste) a 2004 bylo na italské straně zrušeno 20 stanic a zastávek, z toho 15 severně od Bolzana. Nepřetržitý elektrický provoz na rakouské a italské straně bez výměny lokomotiv ve stanici Brenner byl poprvé umožněn v roce 1993 s dvousystémovými lokomotivami řady 1822.
Od 90. let 20. století se zvýšily investice do stavební infrastruktury: v roce 1994 byl uveden do provozu 14,7 km dlouhý obchvat Innsbrucku pro nákladní vlaky a 13,3 km dlouhý tunel Schlern (italsky Galleria Sciliar). V roce 1998 byl slavnostně otevřen 4314 m dlouhý nový tunel Ceraino a 3,9 km dlouhý tunel Kardaun (italsky Galleria Cardano), uvnitř kterého se již počítá s kavernami pro budoucí obchvat Bolzana. V roce 1999 nahradil starý tunel Aster 7,3 km dlouhý tunel Pflersch. Mezi městy Mattarello a Calliano byla vybudována galerie proti padajícím kamenům a u Klausenu a Waidbrucku byla železniční trať chráněna protihlukovou stěnou. V roce 2000 byly kvůli zvýšení bezpečnosti vyměněny všechny železniční přejezdy. Některé stanice byly přestavěny na zastávky. Trať v Jižním Tyrolsku, která již nebyla kvůli přestavbám potřebná, byla z velké části využita pro novou cyklotrasu 1 „Brenner–Salurn“.
Dne 3. srpna 2006 byl na italském úseku uveden do provozu vlakový zabezpečovací systém SCMT. V létě 2012 proběhla na rakouské straně generální rekonstrukce trati.